# Coupe du monde de snowboard 2009-2010
Navigation
Édition précédente Édition suivante
La 16e saison de Coupe du monde de snowboard débute le 26 août 2009 par des épreuves de half-pipe organisées en Nouvelle-Zélande et se termine le 22 mars 2010 à La Molina (Espagne). Les épreuves masculines et féminines que compte cette saison sont organisées par la Fédération internationale de ski.

## Classements généraux
| Rang | Nom                 | Points |
| ---- | ------------------- | ------ |
| 1    | Benjamin Karl       | 7500   |
| 2    | Pierre Vaultier     | 5800   |
| 3    | Andreas Prommegger  | 5410   |
| 4    | Jasey Jay Anderson  | 5250   |
| 5    | Stefan Gimpl        | 4300   |
| 6    | Rok Flander         | 3800   |
| 7    | Gian-Luca Cavigelli | 3320   |
| 8    | Janne Korpi         | 3260   |
| 9    | Michael Lambert     | 3200   |
| 10   | Alex Pullin         | 3120   |

| Rang | Nom                   | Points |
| ---- | --------------------- | ------ |
| 1    | Maelle Ricker         | 5290   |
| 2    | Nicolien Sauerbreij   | 5200   |
| 3    | Doris Günther         | 5110   |
| 4    | Helene Olafsen        | 4710   |
| 5    | Fränzi Mägert-Kohli   | 4090   |
| 6    | Marion Kreiner        | 3970   |
| 7    | Dominique Maltais     | 3650   |
| 8    | Ekaterina Tudegesheva | 3500   |
| 9    | Amelie Kober          | 3470   |
| 10   | Claudia Riegler       | 3415   |

| Rang | Nom              | Points |
| ---- | ---------------- | ------ |
| 1    | Pierre Vaultier  | 5800   |
| 2    | Alex Pullin      | 3120   |
| 3    | Graham Watanabe  | 2860   |
| 4    | Nate Holland     | 2240   |
| 5    | Nick Baumgartner | 2090   |

| Rang | Nom                | Points |
| ---- | ------------------ | ------ |
| 1    | Maelle Ricker      | 5000   |
| 2    | Helene Olafsen     | 4550   |
| 3    | Dominique Maltais  | 3650   |
| 4    | Lindsey Jacobellis | 3250   |
| 5    | Simona Meiler      | 3010   |

| Rang | Nom                | Points |
| ---- | ------------------ | ------ |
| 1    | Benjamin Karl      | 7050   |
| 2    | Andreas Prommegger | 5410   |
| 3    | Jasey Jay Anderson | 5250   |
| 4    | Rok Flander        | 3800   |
| 5    | Michael Lambert    | 3200   |

| Rang | Nom                   | Points |
| ---- | --------------------- | ------ |
| 1    | Nicolien Sauerbreij   | 5200   |
| 2    | Doris Günther         | 5110   |
| 3    | Fränzi Mägert-Kohli   | 4090   |
| 4    | Marion Kreiner        | 3970   |
| 5    | Ekaterina Tudegesheva | 3500   |

| Rang | Nom                | Points |
| ---- | ------------------ | ------ |
| 1    | Justin Lamoureux   | 2400   |
| 2    | Janne Korpi        | 1730   |
| 3    | Christophe Schmidt | 1690   |
| 4    | Patrick Burgener   | 1639   |
| 5    | Kazuhiro Kokubo    | 1600   |

| Rang | Nom             | Points |
| ---- | --------------- | ------ |
| 1    | Xuetong Cai     | 3040   |
| 2    | Sun Zhifeng     | 2805   |
| 3    | Holly Crawford  | 2600   |
| 4    | Mercedes Nicoll | 2530   |
| 5    | Xu Chen         | 1840   |

| \| Rang \| Nom \| Points \| \| ---- \| ------------------- \| ------ \| \| 1 \| Stefan Gimpl \| 4300 \| \| 2 \| Gian-Luca Cavigelli \| 3320 \| \| 3 \| Matevz Pristavec \| 1620 \| \| 4 \| Janne Korpi \| 1530 \| \| 5 \| Gjermund Braaten \| 1460 \| |                     |        |
| Rang | Nom                 | Points |
| 1 | Stefan Gimpl        | 4300   |
| 2 | Gian-Luca Cavigelli | 3320   |
| 3 | Matevz Pristavec    | 1620   |
| 4 | Janne Korpi         | 1530   |
| 5 | Gjermund Braaten    | 1460   |

## Calendrier et podiums
Répartition des épreuves :
- Chez les hommes, il y a 33 épreuves au total (5 bigs airs, 8 half-pipes, 9 snowboardcross, 7 slaloms géants parallèles et 3 slaloms parallèles + 1 épreuve de slopestyle).
- Chez les femmes, il y a 28 épreuves au total (8 half-pipes, 9 snowboardcross, 7 slaloms géants parallèles et 3 slaloms parallèles + 1 épreuve de slopestyle).

Épreuves
| - Big air : BA - Half-pipe : HP - Slalom géant parallèle : PGS | - Slalom parallèle : PSL - Snowboardcross : SBX - Slopestyle : SBS |

### Hommes
| Date       | Lieu        | Épreuve | Vainqueur           | Second              | Troisième          |
| ---------- | ----------- | ------- | ------------------- | ------------------- | ------------------ |
| 26/08/2009 | Cardrona    | HP      | Shaun White         | Iouri Podladtchikov | Kazuhiro Kokubo    |
| 12/09/2009 | Chapelco    | SBX     | Pierre Vaultier     | Seth Wescott        | Graham Watanabe    |
| 09/10/2009 | Landgraaf   | PSL     | Benjamin Karl       | Mathieu Bozzetto    | Jasey Jay Anderson |
| 31/10/2009 | Londres     | BA      | Stefan Gimpl        | Gian-Luca Cavigelli | Domen Bizjak       |
| 05/11/2009 | Saas-Fee    | HP      | Kazuhiro Kokubo     | Mathieu Crépel      | Peetu Piiroinen    |
| 07/11/2009 | Barcelone   | BA      | Stefan Gimpl        | Gian-Luca Cavigelli | Gjermund Braaten   |
| 21/11/2009 | Stockholm   | BA      | Stefan Gimpl        | Marko Grilc         | Gjermund Braaten   |
| 13/12/2009 | Séoul       | BA      | Gian-Luca Cavigelli | Stefan Gimpl        | Markku Koski       |
| 15/12/2009 | Telluride   | PGS     | Matthew Morison     | Benjamin Karl       | Mathieu Bozzetto   |
| 17/12/2009 | Telluride   | PGS     | Jasey Jay Anderson  | Michael Lambert     | Rok Flander        |
| 19/12/2009 | Telluride   | SBX     | Pierre Vaultier     | Robert Fagan        | Ross Powers        |
| 06/01/2010 | Kreischberg | PGS     | Jasey Jay Anderson  | Andreas Prommegger  | Benjamin Karl      |
| 07/01/2010 | Kreischberg | HP      | Daisuke Murakami    | Patrick Burgener    | Tore Holvik        |
| 10/01/2010 | Bad Gastein | SX      | Nate Holland        | Pierre Vaultier     | Mario Fuchs        |
| 15/01/2010 | Veysonnaz   | SX      | Pierre Vaultier     | David Speiser       | Nick Baumgartner   |
| 17/01/2010 | Nendaz      | PGS     | Michael Lambert     | Andreas Prommegger  | Benjamin Karl      |
| 21/01/2010 | Stoneham    | SX      | Pierre Vaultier     | Graham Watanabe     | Shaun Palmer       |
| 22/01/2010 | Stoneham    | HP      | Janne Korpi         | Jeff Batchelor      | Antti Autti        |
| 23/01/2010 | Stoneham    | BA      | Janne Korpi         | Stefan Falkeis      | Jaakko Ruha        |
| 24/01/2010 | Stoneham    | PGS     | Benjamin Karl       | Andreas Prommegger  | Jasey-Jay Anderson |
| 30/01/2010 | Calgary     | HP      | Arthur Longo        | Justin Lamoureux    | Ben Kilner         |
| 30/01/2010 | Calgary     | SBS     | Marc Morris         | Seppe Smits         | Nick Brown         |
| 06/02/2010 | Sudelfeld   | PGS     | Andreas Prommegger  | Benjamin Karl       | Roland Haldi       |
| 06/03/2010 | Moscou      | PSL     | Aaron March         | Benjamin Karl       | Roland Fischnaller |
| 12/03/2010 | Valmalenco  | SX      | Alex Pullin         | Mario Fuchs         | Mateusz Ligocki    |
| 13/03/2010 | Valmalenco  | PGS     | Benjamin Karl       | Rok Flander         | Jasey-Jay Anderson |
| 14/03/2010 | Valmalenco  | HP      | Michal Ligocki      | Roger Kleivdal      | Patrick Burgener   |
| 18/03/2010 | La Molina   | SX      | Pierre Vaultier     | Alex Pullin         | Patrick Holland    |
| 20/03/2010 | La Molina   | HP      | Fredrik Austbo      | Christophe Schmidt  | Justin Lamoureux   |
| 21/03/2010 | La Molina   | PGS     | Jasey-Jay Anderson  | Matthew Morison     | Andreas Prommegger |

### Femmes
| Date       | Lieu        | Épreuve | Vainqueur             | Second              | Troisième           |
| ---------- | ----------- | ------- | --------------------- | ------------------- | ------------------- |
| 26/08/2009 | Cardrona    | HP      | Jiayu Liu             | Kelly Clark         | Gretchen Bleiler    |
| 12/09/2009 | Chapelco    | SBX     | Maelle Ricker         | Alexandra Jekova    | Dominique Maltais   |
| 09/10/2009 | Landgraaf   | PSL     | Amelie Kober          | Doris Günther       | Claudia Riegler     |
| 05/11/2009 | Saas-Fee    | HP      | Torah Bright          | Xuetong Cai         | Sophie Rodriguez    |
| 15/12/2009 | Telluride   | PGS     | Fränzi Mägert-Kohli   | Amelie Kober        | Kimiko Zakreski     |
| 17/12/2009 | Telluride   | PGS     | Alena Zavarzina       | Marion Kreiner      | Ina Meschik         |
| 19/12/2009 | Telluride   | SBX     | Maelle Ricker         | Simona Meiler       | Dominique Maltais   |
| 06/01/2010 | Kreischberg | PGS     | Nicolien Sauerbreij   | Alexa Loo           | Fränzi Mägert-Kohli |
| 07/01/2010 | Kreischberg | HP      | Sarka Pancochova      | Sun Zhifeng         | Xu Chen             |
| 10/01/2010 | Bad Gastein | SX      | Lindsey Jacobellis    | Helene Olafsen      | Sandra Frei         |
| 15/01/2010 | Veysonnaz   | SX      | Helene Olafsen        | Dominique Maltais   | Maelle Ricker       |
| 17/01/2010 | Nendaz      | PGS     | Ekaterina Tudegesheva | Nicolien Sauerbreij | Fränzi Mägert-Kohli |
| 21/01/2010 | Stoneham    | SX      | Maelle Ricker         | Helene Olafsen      | Dominique Maltais   |
| 22/01/2010 | Stoneham    | HP      | Xuetong Cai           | Sun Zhifeng         | Xu Chen             |
| 24/01/2010 | Stoneham    | PGS     | Svetlana Boldykova    | Alena Zavarzina     | Nathalie Desmares   |
| 30/01/2010 | Calgary     | HP      | Sun Zhifeng           | Xuetong Cai         | Holly Crawford      |
| 30/01/2010 | Calgary     | SBS     | Sina Candrian         | Brooke Voigt        | Alexandra Duckworth |
| 06/02/2010 | Sudelfeld   | PGS     | Amelie Kober          | Nicolien Sauerbreij | Marion Kreiner      |
| 06/03/2010 | Moscou      | PSL     | Doris Günther         | Heidi Neururer      | Julia Dujmovits     |
| 12/03/2010 | Valmalenco  | SX      | Lindsey Jacobellis    | Maelle Ricker       | Dominique Maltais   |
| 13/03/2010 | Valmalenco  | PGS     | Nicolien Sauerbreij   | Nathalie Desmares   | Doris Günther       |
| 14/03/2010 | Valmalenco  | HP      | Holly Crawford        | Ursina Haller       | Mercedes Nicoll     |
| 18/03/2010 | La Molina   | SX      | Helene Olafsen        | Simona Meiler       | Maelle Ricker       |
| 20/03/2010 | La Molina   | HP      | Holly Crawford        | Mercedes Nicoll     | Paulina Ligocka     |
| 21/03/2010 | La Molina   | PGS     | Ekaterina Tudegesheva | Doris Günther       | Ina Meschik         |